# Poroleda antiqua
Poroleda antiqua is een uitgestorven tweekleppigensoort uit de familie van de Nuculanidae. De wetenschappelijke naam van de soort is voor het eerst geldig gepubliceerd in 1942 door Marwick.